# Hypena sordida
Hypena sordida là một loài bướm đêm trong họ Erebidae.